# Стеклозавод (Красночикойський район)
Стеклозаво́д (рос. Стеклозавод) — село у складі Красночикойського району Забайкальського краю, Росія. Входить до складу Черемховського сільського поселення.

## Населення
Населення — 52 особи (2010; 80 у 2002).
Національний склад (станом на 2002 рік):
- росіяни — 100 %